# Paralamprops ledoyeri
Paralamprops ledoyeri är en kräftdjursart som beskrevs av Daniel Reyss 1978. Paralamprops ledoyeri ingår i släktet Paralamprops och familjen Lampropidae. Inga underarter finns listade i Catalogue of Life.